# Peterhof
Peterhof (en ruso, Петергоф o Петергоф, Petergof) es una ciudad dentro del distrito Petrodvortsovy de la ciudad federal de San Petersburgo en la orilla meridional del golfo de Finlandia. Según el censo de 2002, tiene una población de 64.791 habitantes. 
La ciudad alberga uno de los dos campus de la Universidad Estatal de San Petersburgo. También ahí se encuentra el Palacio de Peterhof, creado por orden de Pedro el Grande, y a veces llamado el «Versalles ruso». El conjunto de palacio y parque de la ciudad de Petrodvoréts y su centro histórico forma parte, con el código 540-017, del lugar Patrimonio de la Humanidad llamado «Centro histórico de San Petersburgo y conjuntos monumentales anexos».
El 12 de agosto de 1904 el tsarévich Alekséi Nikoláyevich, hijo del zar Nicolás II de Rusia, nació allí.

## Toponimia
En origen se llamó Peterhof, palabra alemana para «Corte de Pedro», cambió a ser nombrada como Petrodvoréts (en ruso, Петродворец) entre 1944 y 1997, cuando volvió al nombre original.

## Ciudades hermanadas
- Le Blanc-Mesnil,  Francia.
- Sopot,  Polonia.